# Cattivissimo me
Cattivissimo me (Despicable Me) è un film d'animazione del 2010 diretto da Pierre Coffin e Chris Renaud.
Questo primo film prodotto dalla Illumination ha debuttato al Festival cinematografico internazionale di Mosca il 9 giugno 2010. Il film ha incassato 543,2 milioni di dollari in tutto il mondo, diventando il 9° film con il maggior incasso del 2010.
È stato candidato come miglior film d'animazione ai Golden Globe Awards, BAFTA Awards e Annie Awards.
Dal film è stato tratto un franchise omonimo (primo per incassi tra i franchise animati), che include altri tre film: Cattivissimo me 2 (2013), Cattivissimo me 3 (2017) e Cattivissimo me 4 (2024) e due spin-off Minions (2015) e Minions 2 - Come Gru diventa cattivissimo (2022).

## Trama
Felonius Gru (chiamato semplicemente Gru) è un supercattivo famoso per essere una delle persone più cattive della città: prova piacere a fare dispetti e a veder soffrire le altre persone ed è in possesso di una serie di marchingegni che gli consentono di compiere ogni tipo di cattiveria e di furto su scala mondiale. Questa "cattiveria" nasce per via di sua madre e del fatto che non abbia mai creduto in lui o nei suoi progetti.
Dopo aver ricevuto la notizia del furto della Grande Piramide di Cheope da parte di un altro misterioso cattivo, Gru annuncia ai Minions, giocosi umanoidi gialli che costituiscono la sua forza lavoro, e al dottor Nefario, il suo aiutante nonché unico amico, che ha intenzione di compiere un furto ancora più sbalorditivo, con cui conquisterà il mondo: rubare la luna.
Sull'onda dell'entusiasmo per tale progetto, Gru si reca nella misteriosa Banca dei cattivi, dove chiede un prestito al direttore, il signor Perkins, per realizzare il suo piano, vedendoselo negato poiché gli manca uno strumento fondamentale per la missione: il raggio restringente. In questa occasione Gru conosce Vector, uno spocchioso e infantile supercattivo che si rivela di essere il misterioso ladro della piramide. Ciò spinge Gru a detestarlo, congelandogli perfino la testa per dispetto. 
Dopodiché Gru riesce finalmente a rubare il raggio restringente da un laboratorio nel sud-est asiatico, ma gli viene sottratto da Vector, vendicatosi per il brutto tiro giocatogli alla banca: quest'ultimo, rincarando la dose, gli restringe il suo veicolo volante. Gru tenta di riprendere il raggio dal covo di Vector, ma ogni tentativo viene vanificato dai modernissimi sistemi di alta sicurezza della casa. In quel momento, vede tre orfanelle che riescono a entrare senza problemi nella casa per vendere dei biscotti e gli viene un'idea: adottare quelle stesse bambine (fingendosi un rinomato dentista, rimasto vedovo) e sfruttarle per riavere il raggio restringente nelle sue mani. Dopo aver adottato le tre sorelle, di nome Margo, Edith e Agnes, Gru si prepara a portare avanti il piano e sebbene le tre bambine rendano difficile la vita a Gru, a causa del loro carattere curioso e dei loro bisogni, Gru riesce a ottenere la loro collaborazione e a distrarre Vector con un'altra vendita di biscotti e riesce a reimpossessarsi del raggio restringente grazie a dei robot camuffati da biscotti progettati da Nefario.
Ottenuto ormai quello che voleva, Gru cerca un modo per sbarazzarsi delle tre orfanelle e pensa di cogliere l'occasione quando queste gli chiedono di portarle al Luna Park. Vedendosi però costretto a rimanere con loro, il supercattivo passa suo malgrado un piacevole pomeriggio, iniziando in fondo ad affezionarsi alle bambine. Le speranze di Gru di vedere realizzato il furto della luna sbiadiscono ulteriormente quando il direttore della banca Perkins, assistendo in videochiamata a una scena imbarazzante fra Gru e le bambine, gli nega una seconda volta il prestito non considerandolo un cattivo all'altezza di un simile colpo. Poco dopo si scopre che l'uomo è il padre di Vector, che vuole sfavorire Gru affinché sia Vector ad appropriarsi della luna.
Gru riesce a farsi forza grazie alle bambine e ai Minions, che decidono di contribuire economicamente alla costruzione del razzo spaziale con una colletta. Nonostante i problemi finanziari siano stati superati, il professor Nefario nota con suo grande fastidio che Gru sembra essere interessato troppo alle bambine (il supercattivo, infatti, vorrebbe spostare il giorno del furto per poter assistere al loro saggio di danza classica), quindi chiama l'orfanotrofio a suo nome per chiederne la restituzione, fatto che infrange il cuore delle tre sorelle, che ormai consideravano Gru come un padre. Seppur rattristato, Gru decide di non opporsi alla restituzione e di andare avanti con il suo progetto. Il furto della luna riesce grazie al raggio restringente, ma il criminale non riesce a non pensare alle bambine e decide di anticipare il ritorno sulla Terra, in modo da poter presenziare al loro saggio di danza. 
Arrivato alla scuola, nota che sul posto a lui riservato c'è un biglietto di Vector, dove legge che il rivale ha rapito le sorelle in modo da costringerlo a scambiarle con la luna. Lui corre a casa sua e accetta di dargli la luna, ma Vector lo imbroglia e si rifiuta di restituire le bimbe, portandole con sé nella sua navicella per fuggire con loro. Poco dopo, Nefario giunge con la loro macchina volante e mentre lo inseguono lui gli rivela che, per una strana legge fisica, più è grande la massa dell'oggetto rimpicciolito e più breve è il lasso di tempo che impiegherà a tornare alle sue dimensioni originali. Poco dopo, nella navicella di Vector, la luna inizia effettivamente ad ingrandirsi all'interno della navicella di Vector e, approfittando della confusione generatasi, Gru riesce a trarre in salvo le tre bambine con l'aiuto dei Minions e del dottor Nefario. Una volta che la Luna torna normale e di nuovo nello spazio, Vector rimane bloccato sulla sua superficie.
Rendendosi conto di voler più bene alle bambine che alla vita da supercattivo, Gru decide di adottarle definitivamente, e di lasciare il suo mestiere per occuparsi di loro come un vero padre.

## Personaggi

### Minion
I Minions (parola inglese che letteralmente vuol dire "scagnozzi") sono gli aiutanti tuttofare di Gru. Il loro principale compito è di seguire e aiutare il loro "boss" nelle sue missioni "malvagie", manovrando le armi presenti sui vari veicoli o aiutandolo a rubare. Un altro loro compito riguarda le missioni speciali da svolgere per conto di Gru, come l'acquisto dell'unicorno per Agnes. Sono utilizzati anche dal dottor Nefario come cavie per le nuove armi. Infatti, Jake finisce sulla luna per avere assunto un siero antigravità intransitivo.
I Minions sono innocui e divertenti esseri di forma vagamente umanoide e di colore giallo. Hanno una grossa testa ovale ricoperta in alcuni casi da radi ciuffi di capelli, braccia e gambe striminzite e uno o due occhi. Sono vestiti con una salopette di jeans, stivaletti, guanti e un paio di occhiali con una lente per occhio. Non sono dotati di particolare intelligenza, ma sono molto affettuosi con Margo, Edith e Agnes e amano giocare e divertirsi. In alcune scene del film, i Minions creano guai e gag di scene comiche. Si presentano come degli allievi molto distratti e pazzoidi ma anche molto attenti.
Nel 2015, la Universal Pictures, in una collaborazione con la Illumination Entertainment, ha prodotto uno spin-off/prequel tutto dedicato ai Minions. Il film, intitolato Minions, è uscito nelle sale nel luglio del 2015.

## Colonna sonora
La colonna sonora è stata composta da Heitor Pereira e Pharrell Williams. Alla colonna sonora hanno partecipato anche artisti come Lupe Fiasco e Robin Thicke, che interpreta il brano nei titoli di coda intitolato My Life. Nella versione italiana My Life è stata eseguita da Giorgia con il titolo Tu sei.

### Tracce
1. Pharrell Williams – Despicable Me – 4:13
2. Pharrell Williams – Fun, Fun, Fun – 3:26
3. Destinee & Paris – I'm On a Roll – 3:11
4. Pharrell Williams, Lupe Fiasco, I Minions – Minion Mambo – 3:04
5. The Sylvers – Boogie Fever – 3:28
6. Pharrell Williams, Robin Thicke – My Life – 3:54
7. Pharrell Williams – Prettiest Girls – 3:19
8. Pharrell Williams – Rocket's Theme – 4:03
9. Pharrell Williams – You Should Be Dancing – 4:03
10. Agnes (Elsie Fisher) – The Unicorn Song – 2:08
11. David Bisbal – Soñar (My Life) – 4:03

## Accoglienza

### Incassi
Il film ha incassato 251683815 $ in Nordamerica e 291600000 $ nel resto del mondo, per un totale di 543284256 $, diventando il nono film con il maggiore incasso del 2010.

### Critica
Il film è stato accolto positivamente da parte dalla critica, elogiando la performance di Steve Carell, la grafica e la storia. Rotten Tomatoes gli assegna un parere positivo dell'80% con un voto medio di 6,8/10 basato su 203 recensioni. Su Metacritic, tramite media ponderata, il film ha un punteggio di 72/100 sulla base di 35 critiche "generalmente favorevoli".

## Riconoscimenti
- 2010 - Alliance of Women Film Journalists
  - Candidatura per Miglior film d'animazione a Pierre Coffin e Chris Renaud
  - Candidatura per Miglior gruppo femminile a Miranda Cosgrove, Dana Gaier e Elsie Fisher
- 2010 - Chicago Film Critics Association Award
  - Candidatura per Miglior film d'animazione
- 2010 - Critics' Choice Movie Award
  - Candidatura per Miglior film d'animazione
- 2010 - Golden Schmoes Awards
  - Candidatura per Film d'animazione dell'anno
- 2010 - Houston Film Critics Society Awards
  - Candidatura per Miglior film d'animazione
- 2010 - IGN Summer Movie Awards
  - Candidatura per Miglior film d'animazione
- 2010 - Las Vegas Film Critics Society Awards
  - Candidatura per Miglior film d'animazione
- 2010 - San Diego Film Critics Society Awards
  - Candidatura per Miglior film d'animazione
- 2010 - Satellite Award
  - Candidatura per Miglior film d'animazione o a tecnica mista
- 2010 - Teen Choice Awards
  - Candidatura per Miglior film estivo
- 2010 - Washington DC Area Film Critics Association Awards
  - Candidatura per Miglior film d'animazione
- 2011 - Annie Awards
  - Candidatura per Miglior film d'animazione
  - Candidatura per Miglior regia a Pierre Coffin e Chris Renaud
  - Candidatura per Miglior doppiaggio a Steve Carell
  - Candidatura per Miglior character design a Carter Goodrich
  - Candidatura per Miglior colonna sonora a Pharrell Williams e Heitor Pereira
  - Candidatura per Miglior scenografia a Yarrow Cheney e Eric Guillon
- 2011 - ASCAP Award
  - Top Box Office Films a Heitor Pereira e Pharrell Williams
- 2011 - BAFTA
  - Candidatura per Miglior film d'animazione

- 2011 - Central Ohio Film Critics Association Awards
  - Candidatura per Miglior film d'animazione
- 2011 - Eddie Award
  - Candidatura per Miglior montaggio in un film d'animazione a Gregory Perler e Pam Ziegenhagen
- 2011 - Golden Globe
  - Candidatura per Miglior film d'animazione
- 2011 - Golden Reel Award
  - Candidatura per Miglior montaggio sonoro (Effetti sonori)
- 2011 - Kids' Choice Award
  - Miglior film d'animazione
  - Candidatura per Miglior calcio a Steve Carell
- 2011 - Iowa Film Critics Awards
  - Candidatura per Miglior film d'animazione
- 2011 - Italian Online Movie Awards
  - Candidatura per Miglior film d'animazione a Pierre Coffin, Chris Renaud e Sergio Pablos
- 2011 - National Movie Awards
  - Candidatura per Miglior film d'animazione
- 2011 - Online Film Critics Society Awards
  - Candidatura per Miglior film d'animazione
- 2011 - People's Choice Awards
  - Candidatura per Miglior film per la famiglia
- 2011 - PGA Awards
  - Candidatura per Miglior produzione a John Cohen, Janet Healy e Christopher Meledandri
- 2011 - Saturn Award
  - Candidatura per Miglior film d'animazione
- 2011 - Science Fiction and Fantasy Writers of America
  - Candidatura per Premio Bradbury per la sceneggiatura
- 2011 - Toronto Film Critics Association Awards
  - Candidatura per Miglior film d'animazione

## Altri media

### Sequel
È stato prodotto un sequel, intitolato Cattivissimo me 2, uscito nel 2013.
Nel teaser trailer pubblicato in marzo 2012 si vedono Kevin e Jerry che vogliono giocare a golf, però sentono un rumore dal bidone e scoprono che esce un gatto. Mentre i due Minion stanno litigando, vengono rapiti da un raggio traente. Successivamente Tom, mentre stava pulendo la casa, va ad aprire la porta e si spaventa perché qualcuno (che si rivelerà essere il dottor Nefario) lo vuole catturare.
È stato diffuso un ulteriore trailer in cui Gru viene rapito da un agente segreto (Lucy) e costretto ad affrontare una nuova mente criminale (El Macho).
Un terzo film, Cattivissimo me 3, è uscito nelle sale italiane il 24 agosto 2017. In questo sequel, Gru scopre di avere un fratello gemello (Dru), che lo porterà sulla cattiva strada, tornando così ad essere un criminale.

### Cortometraggi

#### Ristrutturazioni domestiche
Con protagonisti Margo, Edith, Agnes, i minion e Gru, il corto è prodotto dalla Universal Studios e inserito insieme al DVD del film.
Nel cortometraggio, l'assistente sociale dell'orfanotrofio dove Margo, Edith e Agnes avevano vissuto, vuole venire a vedere la casa di Gru per verificare se è adatta ai bambini. Il super-cattivo, però, è fuori a comprare del plutonio e le ragazze, accompagnate dai minion, dipingono i muri di rosa e viola e nascondono le violenze che Gru ha in casa, rendendo la casa adatta ai bambini. L'assistente sociale arriva, ma Gru non è ancora tornato e Margo ed un minion si nascondono nel cappotto del super-cattivo. L'assistente prende appunti ed esce dalla casa, ma incontra il vero Gru e sviene. Gru legge gli appunti dell'assistente sociale dove c'è scritto "adatta ai bambini". Anche Gru sviene vedendo la casa carina e non più lugubre.

#### Orientamento
Tre nuovi minion vengono assunti dall'organizzazione di Gru, e viene loro mostrato un filmato istruttivo su cosa li aspetterà una volta entrati a far parte della famiglia criminale.

#### Banana
Il corto è incentrato su Paul, Larry e Darwin, intenti a conquistare una banana da poter mangiare. La contesa porta i tre a girare l'intera base di Gru e a raggiungere tutti gli altri minion che si uniscono alla contesa. La contesa termina quando la banana cade in un canale di scolo, portando i minion nello sconforto. A questo punto, Lance entra in scena con una mela, facendo partire un'altra contesa per aggiudicarsi il frutto.

### Prequel/Spin-off
Il film ha due prequel/spin-off incentrati sui personaggi dei Minions: Minions (2015) e Minions 2 - Come Gru diventa cattivissimo (2022), usciti nelle sale italiane rispettivamente il 27 agosto 2015 e il 18 agosto 2022, raccontano la storia dei Minions e di come Gru diventa cattivissimo.